# Satoru Hayashi
Satoru Hayashi (japanisch 林 慧 Hayashi Satoru; * 13. Juni 1988 in der Präfektur Kanagawa) ist ein japanischer Fußballspieler.

## Karriere
Hayashi erlernte das Fußballspielen in der Jugendmannschaft von Shonan Bellmare. Seinen ersten Vertrag unterschrieb er 2007 bei Shonan Bellmare. Der Verein spielte in der zweithöchsten Liga des Landes, der J2 League. 2009 wurde er an den Drittligisten Gainare Tottori ausgeliehen. 2010 kehrte er zum Erstligisten Shonan Bellmare zurück. Im August 2010 wechselte er zum Drittligisten Zweigen Kanazawa.